# الهيئة العربية للطاقة الذرية

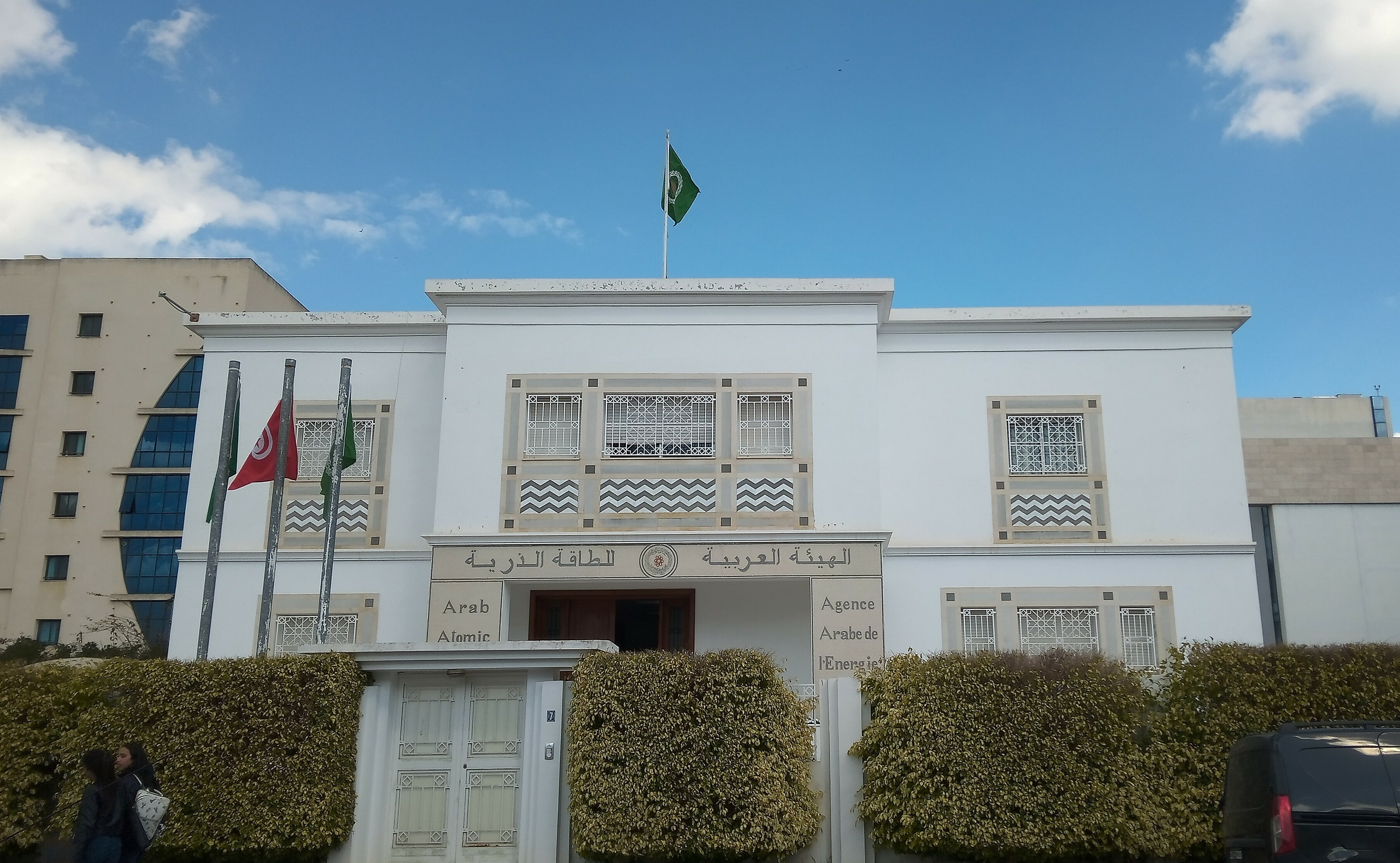
مقر عام الهيئة العربية للطاقة الذرية في تونس

تأسست الهيئة العربية للطاقة الذرية استناداً للمادة 52 من اتفاقية التعاون العربي لاستخدام الطاقة الذرية في الأغراض السلمية، وفي ضوء قرار مجلس جامعة الدول العربية رقم 4149 الذي اتخذ في الدورة 77 بتاريخ 26\3\1982، ثم أقر تعديل الاتفاقية في 17\8\1988 بمصادقة عشر دول عربية، حيث باشرت عملها في 15\2\1989.
يقع مقرها الدائم في مدينة تونس، والدول الأعضاء فيها هي: الأردن، البحرين، تونس، السعودية، السودان، سوريا، العراق، فلسطين، الكويت، لبنان، ليبيا، مصر، المغرب، موريتانيا، اليمن.

## الأهداف الرئيسية
تهدف الهيئة العربية للطاقة الذرية إلى المساهمة في تنمية المجتمع العربي ورفع مستواه الاقتصادي والاجتماعي والعلمي والاجتماعي والعلمي، وخلق المناخ العلمي المتناسق بين أقطار الوطن العربي ومواكبة الحضارات العالمية والمشاركة، والتقدم العلمي، والتقني العالمي والمساهمة فيه كله عن طريق التمكن من العلوم والبحوث والتقنيات الذرية وتطبيقاتها. كما تهدف إلى توحيد الجهود العربية في مجالات الاستخدام السلمي للطاقة الذرية والمساعدة في توظيف العلوم والتقانات النووية لتحقيق التنمية العربية،.

## إدارة
يتبع المكتب الوحدات الثلاث الآتية: وحدة العلاقات العامة والمراسم ووحدة مكتب الضبط ووحدة شؤون التعاون العربي والدولي.
إدارة الشؤون العلمية مكلف برئاسة قسمي الطاقة النووية والأمان والأمن النوويين وعيقد المؤتمرات والدورات التدريبية . ويتبع الإدارة الأقسام الخمسة التالية : قسم الطاقة النووية (تنمية البنى التحتية الأساسية لإنشاء محطات نووية لتوليد الكهرباء وإزالة ملوحة مياه البح وتخطيط الطاقة والنفايات والطوارئ وتدريب الكوادر)، قسم الأمان والأمن النوويين (حماية البشر والمحيط من آثار الأشعة وتقليل إمكانية الحوادث وتأسيس معايير الأمان وأمن المنشآت النووية والمصادر المشعة والنقل الآمن للمواد النووية وتأسيس الأطر الرقابية والتشريعية وإدارة النفايات المشعة وتدريب الكوادر العاملة في هذه المجالات)، قسم علوم الحياة والبيئة (المشاريع في مجالات الزراعة والمياه والثروة الحيوانية والصحة والبيئة وتأهيل)، قسم التقنيات النووية والإشعاعية وقسم التوثيق العلمي.
هناك أيضاً قسم التوثيق العلمي الوحدات وحدة المكتبة المعلومات وحدة المعلوماتية وإدارة الشؤون الإدارية والمالية.
المدير العام هو التونسي سالم حمدي ، وكان في 2016 لمدة 4 سنوات وحقيقية في يونيو 2020 (لفترة متوقعة حتى نهاية فبراير 2025)

## وصلات خارجية
- الموقع الرئيسي للهيئة العربية للطاقة الذرية